# Posenoi

Illyrien, med japoderna uppe i nordväst.

Posenoi är den grekiska beteckningen på ett keltiskt folk, som levde under århundradet före år noll, i Illyrien, närmare bestämt, någonstans mellan floderna Kupa, Una och Velebitbergen, i det som idag utgör delar av dagens västra Kroatien och nordvästra Bosnien och Hercegovina. De omnämns i Appianos verk Ῥωμαικα (känt som Den romerska historien), i den bok som handlar om hur kejsar Augustus nedkämpade bland andra japoderna under decennierna kring år noll. Efter att japoderna givit upp och Augustus lämnat området gjorde posenoi uppror, och Marcus Helvius skickades mot dem. Han besegrade dem, bestraffade upprorsledarna med döden och sålde resten som slavar. Detta har tolkats som att posenoi var en gren av japoderna[källa behövs], vilka i sin tur utgjorde en illyro-keltisk stamsymbios.